# Mateo Gallardo

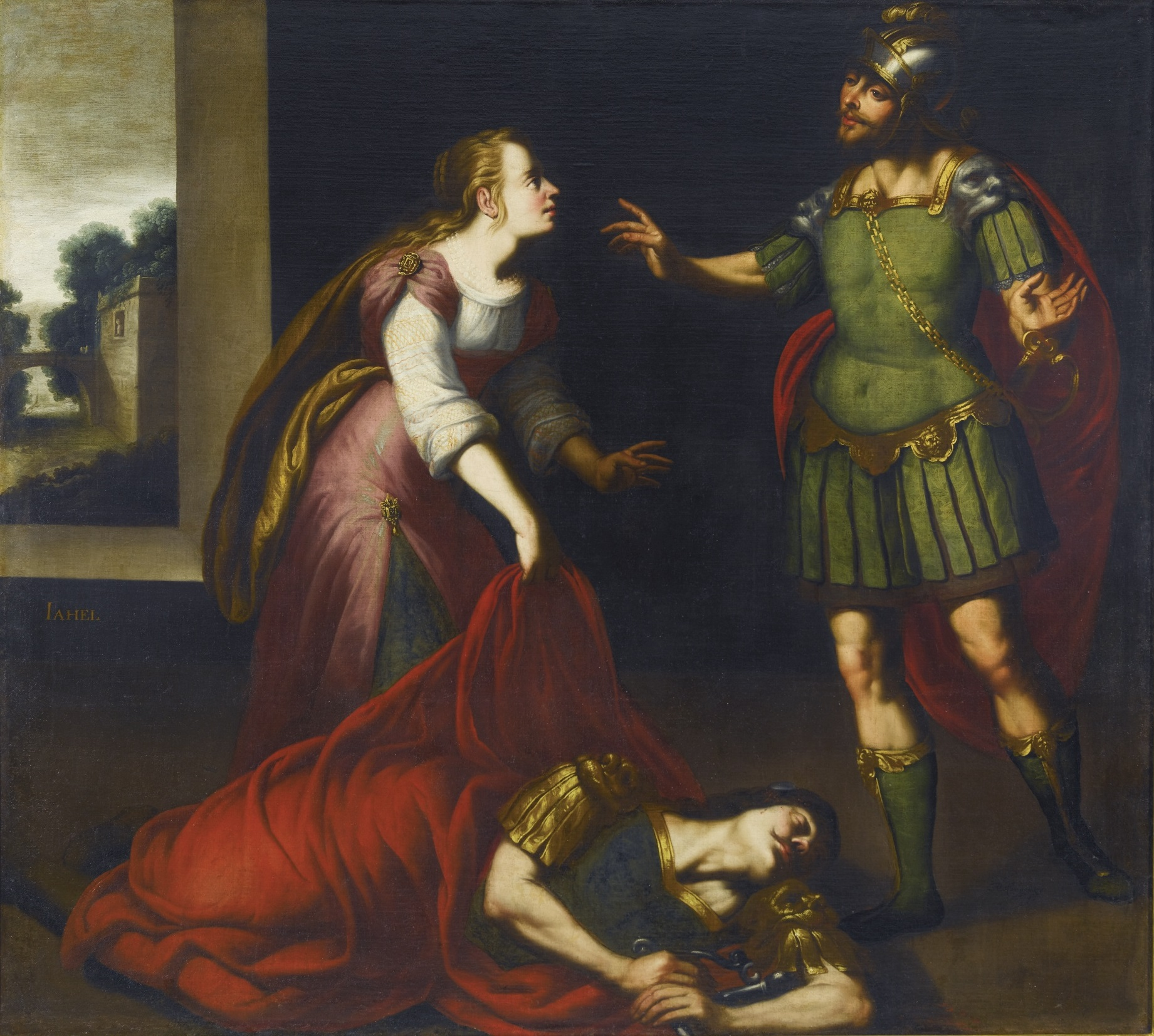
Jael y Sísara, firmado «Matheo gallardo / f_»óleo sobre lienzo, 145,7 x 162,5 cm. Antes en colección Fórum Filatélico, subastado en Sotheby's, Londres, abril, 2015.

Mateo Gallardo Solier  (c. 1600-1667), fue un pintor barroco español activo en Madrid y continuador de los modos de Vicente Carducho.

## Biografía
Se desconoce la fecha y el lugar de su nacimiento, así como el maestro con el que realizase sus estudios, pero todas las noticias a él referidas lo sitúan en Madrid, parroquiano de San Sebastián, el barrio de los artistas, y las escasas obras conservadas muestran una clara dependencia con la obra de Vicente Carducho de quien pudo ser discípulo. 
La primera noticia documental es la de su matrimonio en 1627 con Isabel Aranciaga, teniendo fijado su domicilio en la calle de Carretas. Del matrimonio nacieron ocho hijos, bautizados todos en la parroquia de San Sebastián, de uno de los cuales, Jerónimo, nacido en 1628, fue padrino Angelo Nardi. El último, Francisco, nacido en 1640, ingresó en 1654 en el seminario de El Escorial, haciéndose llamar Francisco Solier Gallardo. También alteró el orden de los apellidos otro de ellos, fallecido en 1667, presbítero, que fue inscrito en el libro de difuntos como el licenciado D. Cristóbal Solier Gallardo, dejando a su padre como testamentario, en tanto una de las hijas que le sobrevivió se llamaba Juliana Soler Gallardo. 
De su actividad como pintor consta que en 1630 se obligó con Luis Fernández, «por sí y en nombre de los demás de su gremio», a sacar en procesión un paso de la Cofradía de los Siete Dolores, dando origen a un largo pleito que enfrentó a los pintores madrileños por cuestiones de honra y estimación del oficio. Con el mismo Luis Fernández contrató en 1653 el dorado y estofado del retablo de la Catedral de Plasencia, obra del taller de Gregorio Fernández, para el que pintó además el lienzo de la  Circuncisión.
Lázaro Díaz del Valle le menciona en 1657, entre otros artistas, diciendo de él que vivía en Madrid «en opinión de famoso pintor, y con razón», pero las noticias para estos años finales, dejando aparte alguna intervención como tasador de pinturas, son escasas. Falleció en Madrid en 1667, teniendo su residencia en casas propias de la calle de Huertas.

## Obra
La única obra firmada y fechada de Mateo Gallardo es el Martirio de Santa Catalina del Museo de Asturias (Oviedo), datada en 1653, año al que corresponderá también la Circuncisión de Plasencia. Además, firmadas pero sin fechar, se conservan una Inmaculada en el Colegio Mayor Padre Poveda de Madrid, y el Tobías y el Ángel del Museo del Prado, depositado en la Embajada de España en Bruselas. En todas estas obras muestra Gallardo un estilo reposado, de claro colorido, composición simple y amor por el detalle un tanto arcaico, ligado en fechas tardías a las composiciones de Vicente Carducho, lo que ha permitido atribuirle algunas otras obras y entre ellas una Virgen adorando al Niño propiedad del Museo del Prado y Jael y Sísara, procedente de la colección Fórum Filatélico, subastada en Sotheby's de Londres en abril de 2015.